# لسانيات الاتحاد السوفيتي
حاول الاتحاد السوفيتي بنشاط دمج الأفكار الماركسية في دراسة علم اللسانيات.
شغل اللغويون مناصب مهمة في الدولة السوفيتية المبكرة، حيث كانوا بحاجة إلى تطوير أبجديات للغات التي لم تكن مكتوبة من قبل.
في عشرينيات القرن الماضي، بدأ ينظر إلى اللغة على أنها ظاهرة اجتماعية، وحاول اللغويون الروس والسوفييت تقديم تفسير اجتماعي لسمات اللغة. في الوقت نفسه، سعى علماء اللغة السوفييت إلى تطوير علم اللغة «الماركسي», على عكس النظريات المبكرة التي كان يُنظر إليها على أنها بورجوازية. بناءً على ذلك، ركز اللغويون أكثر على الأشكال المنطوقة للغة، وخصصوا وقتًا لدراسة اللهجات غير القياسية أكثر مما فعل علماء اللغة السابقون. يمكن ملاحظة ذلك في أعمال بوريس ألكساندروفيتش لارين وليف بتروفيتش ياكوبنسكي.
كان نيكولاس مار، اللغوي الرائد في أوائل الحقبة السوفيتية، معروفًا بنظريته اليافثية. اقترحت النظرية أن اللغات الكارتفيلية لها أصل مشترك مع اللغات السامية. كما طبق فكرة الصراع الطبقي على تطوير اللغة. بعد وفاة مار، من المحتمل أن تكون هذه المقالة مكتوبة بطريقة الأشباح يُنسب إلى نظرية مار التي انتقدها ستالين، مشيرة إلى أن «علم اللغة السوفياتي لا يمكن أن يتقدم على أساس صيغة غير صحيحة تتعارض مع مجمل تاريخ الشعوب واللغات». من الناحية السياسية، تسببت الحرب العالمية الثانية في صعود القومية، وهو ما عارضته نظرية جافيتيك. لم يتم قبول هذه النظرية خارج الاتحاد السوفيتي.

## اللغويات التاريخية
في تناقض صارخ مع «شق» من التيار الغربية اللسانيات التاريخية، كانت الغالبية العظمى من أبرز اللغويين التاريخية السوفياتي "lumpers" تابعة ل جامعة موسكو للعلم اللغة المقارن. هذه اللغويين، الذين كانوا جميعا أنصار قوي من Nostratic النظرية، وشملت فلاديسلاف إيليتش سفيتيتش، أهارون دولغوبولسكي، وسيرغي ستاروستين.